# Ismail Samanis mausoleum

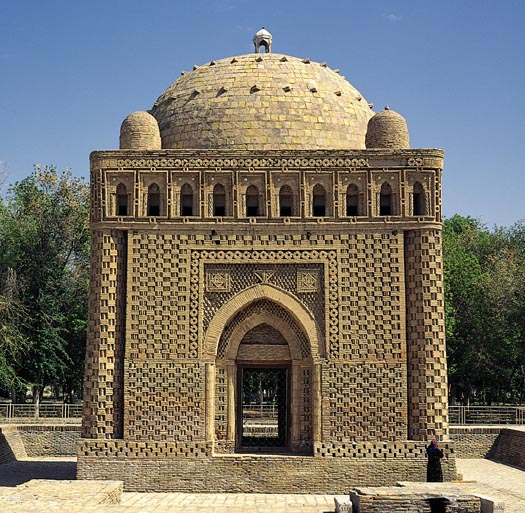
Ismail Samanis mausoleum

Ismail Samanis mausoleum är beläget i Buchara, Uzbekistan och är en av stadens förnämsta byggnader. Det är gravplats för Ismail Samani, samanidernas grundare, samt hans far och sonson. 
Byggnaden färdigställdes runt år 905 e.Kr. och är en av tre byggnadsverk som överlevde Djingis Khans plundring och näst intill totala förstörelse av staden på 1200-talet. Den är känd för sitt vackra terrakottamurverk vars skuggor gör att fasaden ändrar karaktär beroende på vilken tid på dygnet den betraktas.
I anslutning till byggnaden finns en park samt en del av Bacharas gamla stadsmur och även en byggnad inhysandes vad som påstås vara Jobs brunn.